# Ірині Паппа
Ірині Паппа (грец. Ειρήνη Παππά, 3 вересня 1926, Хіліомоді, Коринф, Греція — 14 вересня 2022) — грецька акторка, співачка й кінорежисерка.

## Творчість
Артистичну кар'єру почала у віці 10 років, виконуючи на сцені здебільшого пісні. У кінематографі дебютувала 1950 року. У період 1950—2003 років вона знялася більше ніж у 80 фільмах, у тому числі головних ролях адаптацій класичних грецьких трагедій: Антігона та Електра. Спробувала себе також у ролі співачки. У 1970 році взяла участь у запису альбому «666» гурту «Aphrodite's Child». Здійснила два записи спільно з Вангелісом у 1979 та 1986 роках.
Ірині Паппа була улюбленою акторкою Міхаліса Какоянніса. 1971 році вона знялася у його фільмі Троянки разом із легендою Голлівуду Кетрін Гепберн.

## Фільмографія
- Забуті ангели (Χαμένοι άγγελοι, 1948)
- Мертве місто (1951)
- Невірні (1953)
- Dramma nella Kasbah (1953)
- Vortice (1953)
- Одна з тих (1953)
- 1954 — «Феодора, імператриця візантійська» (Teodora, imperatrice di Bisanzio) — Фаїдія
- Кульмінація (серіал) (1954—1958)
- Аттила завойовник (1954)
- Похвала поганій людині (1956)
- La spada imbattibile (1957)
- Пригоди трьох мушкетерів (1957)
- Озеро зітхань (Η λίμνη τον στεναγμών, 1959)
- Бубуліна (1959)
- Ψιτ … κορίτσια! (1959)
- 1961 — «Гармати острова Наварон» (The Guns of Navarone) — Марія Паппадімос
- Антигона (1961)
- Електра (1962)
- Лунні прялі (1964)
- 1964 — «Грек Зорба» (Zorba the Greek) — вдова
- Гіркі трави (1965)
- Роже-Ганьба (1966)
- Сходи (Τα σκαλοπάτια, 1966)
- Кожному своє (1967)
- Пригоди Одіссея (серіал) (1968)
- Братство (1968)
- Відчайдушні (1968)
- Це людина (1968)
- Дзета (1969)
- Мрія королів (1969)
- 1969 — «Анна на тисячу днів» (Anne Of The Thousand Days) — Катерина Арагонська, королева Англії; перша дружина короля
- Ідеальне місце для убивства (1971)
- Троянки (1971)
- Добрий Рим (1971)
- N.P. il segreto (1971)
- Муки невинних (1972)
- Площа Пуліта (1972)
- Убивство Юлія Цезаря (1972)
- 1973 — «Сутьєска» (серб. Сутјеска) — партизанка
- Буду їй батьком (1974)
- Мойсей (серіал) (1974)
- Послання (1976)
- Noces de sang (1976)
- 1977 — «Іфігенія» (грец. Ιφιγένεια) — Клітемнестра
- Людина із Корлеоне (1977)
- Христос зупинився в Еболі (1979)
- Кровний зв'язок (1979)
- Un ombra nell'ombra (1979)
- Лев пустелі (1981)
- L'assistente sociale tutta pepe e tutta sale (1981)
- Les tribulations de Manuel (ТВ) (1982)
- Sarâb (1982)
- Ерендіра (1983)
- Il disertore (1983)
- Melvin, Son of Alvin (1984)
- Вночі (1985)
- Підпілля в Ассізі (1985)
- Мила країна (1987)
- Хроніка проголошеної смерті (1987)
- Пік сезону (1987)
- Дитина на ім'я Ісус (серіал) (1987)
- Бенкет (ТБ) (1989)
- Острів (1989)
- Океан (серіал) (1989)
- Убивство на вулиці Нірвани (1990)
- Les cavaliers aux yeux verts (ТБ) (1990)
- Lettera da Parigi (1992)
- Вгору, вниз і в бік (1993)
- Un amore rubato (ТБ) (1993)
- Яків (ТБ) (1994)
- Вечірка (1996)
- Одіссея (ТБ) (1997)
- Inquietude (1998)
- Йєрма (1998)
- Вибір капітана Кореллі (2001)
- Осінь повернулась (2001)
- …і потяг потрапив на небеса (…και το τρένο πάει στον ουρανό, 2001)
- Розмовний фільм (2003)